# Perri Lister
Pour les articles homonymes, voir Lister et Lister (homonymie).
Perri Lister, née le 10 avril 1959 à Londres, est une danseuse, chanteuse et actrice britannique.    
Elle a été danseuse pour la troupe de danse britannique Hot Gossip, qui a participé régulièrement au Kenny Everett Video Show à la fin des années 1970 et au début des années 1980 au Royaume-Uni. Dans les années 1980, Lister est choriste dans de nombreux groupes de musique pop, dont Billy Idol, avec qui elle a eu une relation de couple pendant neuf ans. 

## Jeunesse
Perri Lister est née à Londres, en Angleterre, le 10 avril 1959 et est fille de Bert Lister, régisseur, habilleur et chauffeur, et de sa troisième femme, la comédienne Gail Kendall. Sa grand-mère paternelle était une chanteuse d'opéra amateur.

## Carrière de divertissement
En 1978, elle est membre de la troupe de danse Hot Gossip, qui a joué à la télévision britannique The Kenny Everett Video Show. Ils se sont distingués par leurs costumes sexuellement suggestifs et leurs routines de danse risquée. Lister faisait partie des Blitz Kids originaux, un groupe de jeunes gens vêtus de façon flamboyante qui fréquentaient la soirée élitiste Blitz du club de Covent Garden au début des années 1980, notamment Boy George, Steve Strange, Spandau Ballet et Marilyn. Elle est apparue en tant que danseuse dans le film Rien n'arrête la musique (1980) et a joué dans le clip de Visage en 1981 pour Fade to Grey. 
Lister a commencé une relation avec le chanteur rock Billy Idol en 1980, sur lequel elle aurait exercé une grande influence,. Elle a chanté le chœur lyrique français "Les yeux sans visage" sur son single "Eyes Without a Face" de 1984,, et est apparue dans plusieurs de ses vidéoclips, notamment White Wedding dans laquelle elle a joué la mariée, To Be a Lover, et elle était la fille attachée à une croix dans la deuxième vidéo de sa chanson Hot in the City,. Le magazine Mademoiselle a décrit la performance sexy de Lister dans cette dernière vidéo comme « torride ». Elle a dansé dans la vidéo de 1982 de Duran Duran pour le single The Chauffeur et a chanté les chœurs du groupe Visage, ainsi que pour le groupe d'August Darnell Kid Creole  and  the Coconuts. 
Elle était membre du groupe de musique pop éphémère Boomerang, composé de deux anciens membres de Kid Creole and the Coconuts : Adriana Kaegi et Cheryl Poirier. Le groupe a publié un album intitulé Boomerang (1986) et une reprise de These Boots Are Made for Walkin'.

## Vie privée
Lister et Billy Idol ont ensemble un fils, Willem Wolf Broad, né à Los Angeles en Californie le 15 juin 1988. Lorsqu'un mannequin américain a tenu une conférence de presse prétendant être la petite amie d'Idol, Lister a répondu en en tenant une autre, affirmant qu'« elle était et a toujours été la petite amie d'Idol ». Le couple s'est séparé en 1989
À ce jour, Lister réside à Los Angeles. Son fils Willem est membre d'un groupe de rock, FIM. 

## Filmographie
- 1980 : Can't Stop the Music : danseuse
- 1989 : Eternity : secrétaire de Sean
- 1989 : Freddy, le cauchemar de vos nuits : Lucy
- 1990 : Bad Influence : amie de Claire
- 1990 : Rick Hunter : Cherry
- 1998 : Michael Angel : Sylvia Masters
- 2009 : 2 mecs et un rêve : Mme Price